# Ricardo Arcos-Palma
Ricardo Arcos-Palma est un curator, théoricien, critique et philosophe de l'art colombien né le 15 décembre 1968 à San Juan de Pasto (département de Nariño en Colombie). Il écrit régulièrement en ArtNexus Magazine et Escaner Cultural. Français par naturalisation, il vit entre la France et la Colombie.

## Biographie
Né en 1968 à San Juan de Pasto-Nariño, sud de la Colombie. Il a fait ses premières études chez les Jésuites. Diplômé Maestro de Beaux-Arts de l'Université nationale de la Colombie en 1993, Master et PhD en Arts et Sciences de l'Art, mention Esthétique et Philosophie de l'Art de l'Université de Paris 1, Panthéon-Sorbonne 1998-2004. Professeur non titulaire d'abord à l'Académie de Versailles, puis à l'Académie de Créteil 2001-2004. Professeur-chercheur d'Esthétique et Théorie de l'Art à l'Université Nationale de Colombie depuis 2006. Conférencier invité en Europe et Amérique Latine. Directeur du Museo de Arte Universidad Nacional de Colombia (2008-2010). Membre du Comité Nacional de Acreditación du Ministère de l'Éducation nationale de Colombie. Membre de la Société colombienne de Philosophie. Chercheur, membre de l'Agence universitaire de la Francophonie. Chercheur, membre du groupe de recherches en Esthétique, politique et Art http://web2.letras.up.pt/ifilosofia/gfmc/aesthetics/?p=members de l'Institut de Philosophie de l'Université de Porto. Coordonnateur de la Chaire Franco-Colombienne des Hautes Études et Directeur du Master en Histoire et Théorie de l'Art, l'Architecture et la Ville de l'Université Nationale de Colombie. Membre du comité de rédaction international de la Revue Inter Art Actuel de Québec. Membre su comité scientifique de la revue Calle 14 del campo del arte, de la Facultad de Artes ASAB de la Universidad Distrital de Bogotá.
Dans les années 1990 avec l'artiste José Orlando Salgado il fonde le groupe EXODE et publient la revue ECLIPSE. Avec lui il fait des nombreuses interventions performatiques dans les vernissages des expositions intitulées : "Interventions sans fondement", qui vissaient critiquement le monde de l'art et ses institutions.

## Publications
- La Bachué de Rómulo Rozo, una diosa Chibcha en el apogeo del nacionalismo. In La Bachué de Rómulo Rozo. Un ícono del arte moderno colombiano. Ouvrage collective: Alvaro Medina, Christian Padilla, Melba Pineda y Clara Isabel Botero. Editorial La Bachué. Bogotá 2013.
- ORLAN: El cuerpo un lugar de discusión pública. Revista Nómadas. Abril 2013, No. 38. Bogotá.
- Pourquoi y a-t-il de l'art plutôt que rien? Ouvrage collective dirigé par Raphael Cuir, avec Marina Abramovic, Vito Acconci, Jean-Jacques Aillagon, Maria Bonnafous-Boucher, Arthur C. Danto, Isabelle de Maison Rouge, entre autres. Archibooks, Paris 2013.
- Vers une petite histoire de l'Animalité et "l'Animalité chez Miguel Angel Rios, Carlos Almorales y Renata Schussheim". Deux essais In ANIMALITES. "Inter Art Actuel" No 113. Éditions Intervention. Québec 2013.
- ORLAN: Refiguration, défiguration et intervention textuelle du corps. In "ORLAN arte carnal o cuerpo obsoleto / Hibridaciones y refiguraciones". Ediciones Museo de Antioquia. Medellín 2012.
- Isabelle Le Minh, de la photographie à l'art processuel. In "Isabelle le Minh / Un jeu mélancolique". Éditions Biffures, Paris 2011.
- El Presidente de Ouest-Lumière en la ONU. Texte dans la monographie de l'artiste YANN TOMA. Paris, Éditions Jannink. 2009.
- Violencia, imagen y creencia. Reflexión crítica sobre la obra de José Alejandro Restrepo". Revista Ensayos, Universidad Nacional de Colombia, Bogotá. 2010.
- La dimensión política en la estética de Jacques Rancière, Revista Nómadas, No 31. Universidad Central. Bogotá, 2009.
- Estética y política en la filosofía de Jacques Rancière, Estéticas Contemporáneas, Fundación Simón I, Patiño y Universidad Mayor de San Andrés. La Paz-Bolvia. 2009.
- Estética, política y ética en la filosofía de Jacques Rancière. II Congreso Colombiano de Filosofía. Universidad de Cartagena. Universidad Jorge Tadeo Lozano, y Sociedad Colombiana de Filosofía. 2009.
- El legado de Pizano. Testimonios de una colección errante. Universidad Nacional de Colombia, 2009.
- Foucault-Deleuze: pensar lo sensible. Ier Congreso colombiano de Filosofía. Volumen I. Universidad Jorge Tadeo Lozano y Sociedad Colombiana de Filosofía. 2007. Bogotá.
- De la muerte del autor a la muerte del artista. In Calle 14. Revista del Campo del arte. Universidad Distrital. Facultad de Artes. No 1. Bogotá, 2007.
- Foucault e Deleuze: a exitência como uma obra de arte. In Foucault 80 anos. Belo Horizonte: Autêntica Editora. 2006.
- Maquinaciones o el cuerpo obsoleto. Relación cuerpo y máquina en el arte de finales del siglo XX. In El cuerpo en los imaginarios. Fundación Simón Ignacio Patiño, Universidad Mayor de San Andrés y Universidad Católica Boliviana San Pablo. La Paz, 2003.
- Poésie, l'habitation de l'inhabitable. Cahier de Poétique. CICEP. Université de Paris VIII. 2003.
- El espacio de la crítica: entre lo público y lo privado. Revista TRANS No 1. Universidad Nacional de Colombia. 2001.
- De la mirada al vistazo o el desdoblamiento del punto de vista. Ensayo & Error. Revista del pensamiento crítico contemporáneo. No 6 Bogotá. 2000.

## Expérience comme curator
- Corpus Delicti / Nadia, Granados, Germán Arrubla, José Orlando Salgado, Leonardo Ramos, Fernando Pertuz, Carlos Castro, Iván Argote y Eduard Moreno. Ex-Teresa Arte Actual. Mexico D.F.- Mexico. 2014.
- Sacrum Convivium / Germán Arrubla. LA Galería. Bogotá-Colombia. 2013.
- SELF / Leonardo Ramos. LA Galería. Bogotá-Colombia, 2013.
- ORLAN / Hibridaciones y Refiguraciones. Museo de Arte Moderno de Bogotá-Colombia. 2012.
- ORLAN / Arte Carnal y cuerpo en cuestión. Museo de Antioquia. Medellín-Colombia. 2012.
- Corpus Eroticus / Homenaje a Jim Amaral y Ángel Loockhartt. Museo de Arte de la Universidad Nacional de Colombia. Bogotá-Colombia. 2010.
- Revelaciones / José Orlando Salgado. Museo de Arte de la Universidad Nacional de Colombia. Bogotá-Colombia. 2010.
- Mimetizarte / Germán Arrubla. Museo de Arte de la Universidad Nacional de Colombia. 2010.
- Fototopías / Ana Adarve y Marcelo Mejía. Museo de Arte de la Universidad Nacional de Colombia. Bogotá-Colombia. 2010.
- Anticipación-Supervisión / Juan Camilo Arango. Museo de Arte de la Universidad Nacional de Colombia. Bogotá-Colombia. 2009.
- Bolivar ready-mido /José Orlando Salgado. Espacio Suizo Boliviano Simón Ignacio Patiño. La Paz y Cochabamba-Bolivia. 2003.
- Vous êtes-ici / José Orlando Salgado. Musée d'Histoire de la Ville de Saint-Denis. France. 2002.
- Déplacements / Andrés Gaitán, Juvenal Pinto, Patricia Torres y Ricardo Arcos-Palma. Salle Michel Journiac. UFR d'Arts et Sciences de l'Art. París-Francia, 1996.